# テノホビル アラフェナミド

テノホビル・アラフェナミドはフマル酸塩として製剤化されている。

テノホビル・アラフェナミド（英: Tenofovir alafenamide、INN/USAN、GS-7340）は、核酸逆転写酵素阻害剤であり、テノホビルのプロドラッグである。

## 概要
ギリアド・サイエンシズはHIV 感染と慢性B型肝炎の治療のためにテノホビル・アラフェナミド・フマル酸塩（TAF）として開発した。日本でのB型肝炎治療薬の製品名は「ベムリディ」（ギリアド・サイエンシズ製造販売）。先に開発されたテノホビル・ジソプロキシル・フマル酸塩（TDF）と近縁物質である。TAFは他の薬剤に比べリンパ組織への移行性が良く、高い抗ウイルス活性を持つ。